# Uwe Naumann
Uwe Naumann (* 1951 in Hamburg) ist ein deutscher Buchautor, Herausgeber und Lektor.

## Leben
Uwe Naumann wurde in Hamburg geboren. Nach dem Studium der Germanistik und Soziologie erfolgte 1983 die Promotion. 1985 begann er seine Tätigkeit als Lektor beim Rowohlt Verlag in Reinbek. Er war Koordinator E-Book und Herausgeber der Reihe rowohlts monographien. Einen Schwerpunkt seiner Tätigkeit bildete die Beschäftigung mit der Familie Mann, hauptsächlich mit Erika und Klaus Mann, deren Werk er betreut. Über Klaus Mann verfasste er eine Monografie. Außerdem betreute er das Werk von Heinar Kipphardt. Von 2000 bis 2012 war er Programmleiter Sachbuch des Rowohlt Verlags in Reinbek. Bis zum Eintreten in den Ruhestand Ende November 2016 war er dort „Koordinator E-Book“. Seit dem Ende seiner Beschäftigung bei Rowohlt ist er zeitweilig als Lehrbeauftragter an der Leuphana Universität Lüneburg tätig. Auf YouTube gibt es mehrere Buchbesprechungen von ihm im Zuge der Reihe Erlesenes Ostpreußen.

## Veröffentlichungen (Auswahl)
- Zeitschrift Sammlung. Jahrbuch für antifaschistische Literatur und Kunst. Hrsg. Uwe Naumann. Röderberg Verlag, Frankfurt am Main. Erster Jahrgang 1978. Es erschienen fünf Jahrgänge.
- Zwischen Tränen und Gelächter: Satirische Faschismuskritik 1933 bis 1945. Pahl-Rugenstein, Köln 1983, ISBN 3-7609-5139-2 (zugleich Dissertation).
- als Herausgeber: Lidice: ein böhmisches Dorf. Mit Berichten der Frauen von Lidice und Texten von Alexander Abusch. Röderberg, Frankfurt/M. 1983, ISBN 3-87682-763-9.
- Klaus Mann. Mit Selbstzeugnissen und Bilddokumenten dargestellt. Rowohlt 1984. Viele weitere Auflagen. Überarbeitete Neuausgabe, Rowohlt, Reinbek 2006, ISBN 3-499-50695-5.
- Ruhe gibt es nicht, bis zum Schluß. Klaus Mann (1906–1949) Bilder und Dokumente. Rowohlt, Reinbek 2001, ISBN 3-499-23106-9.
- Die Kinder der Manns. Ein Familienalbum. Rowohlt, Reinbek 2005, ISBN 3-498-04688-8.
- Heinar Kipphardt. Gesammelte Werke in Einzelausgaben. Hrsg. von Uwe Naumann unter Mitarbeit von Pia Kipphardt. Rowohlt, Reinbek 1986–1990, ISBN 3-499-34012-7.
- mit Hermann Gieselbusch, Dirk Moldenhauer, Michael Töteberg (Hrsg.): 100 Jahre Rowohlt. Eine illustrierte Chronik. Rowohlt, Reinbek 2008, ISBN 978-3-498-02513-7.
- mit Nele Lipp (Hrsg.): Klaus Mann: Die zerbrochenen Spiegel. Eine Tanzpantomime. Peniope, München 2010, ISBN 978-3-936609-47-9.
- Inge Jens, Uwe Naumann (Hrsg.): „Lieber und verehrter Onkel Heinrich“. Rowohlt, Reinbek 2011, ISBN 978-3-498-03237-1.

## Filme
- Thomas Grimm: Lieber verehrter Onkel Heinrich – Auf den Spuren von Klaus und Heinrich Mann, mit Inge Jens, Uwe Naumann, Zeitzeugen-TV, 45 min, 2011.